# Tündércsér

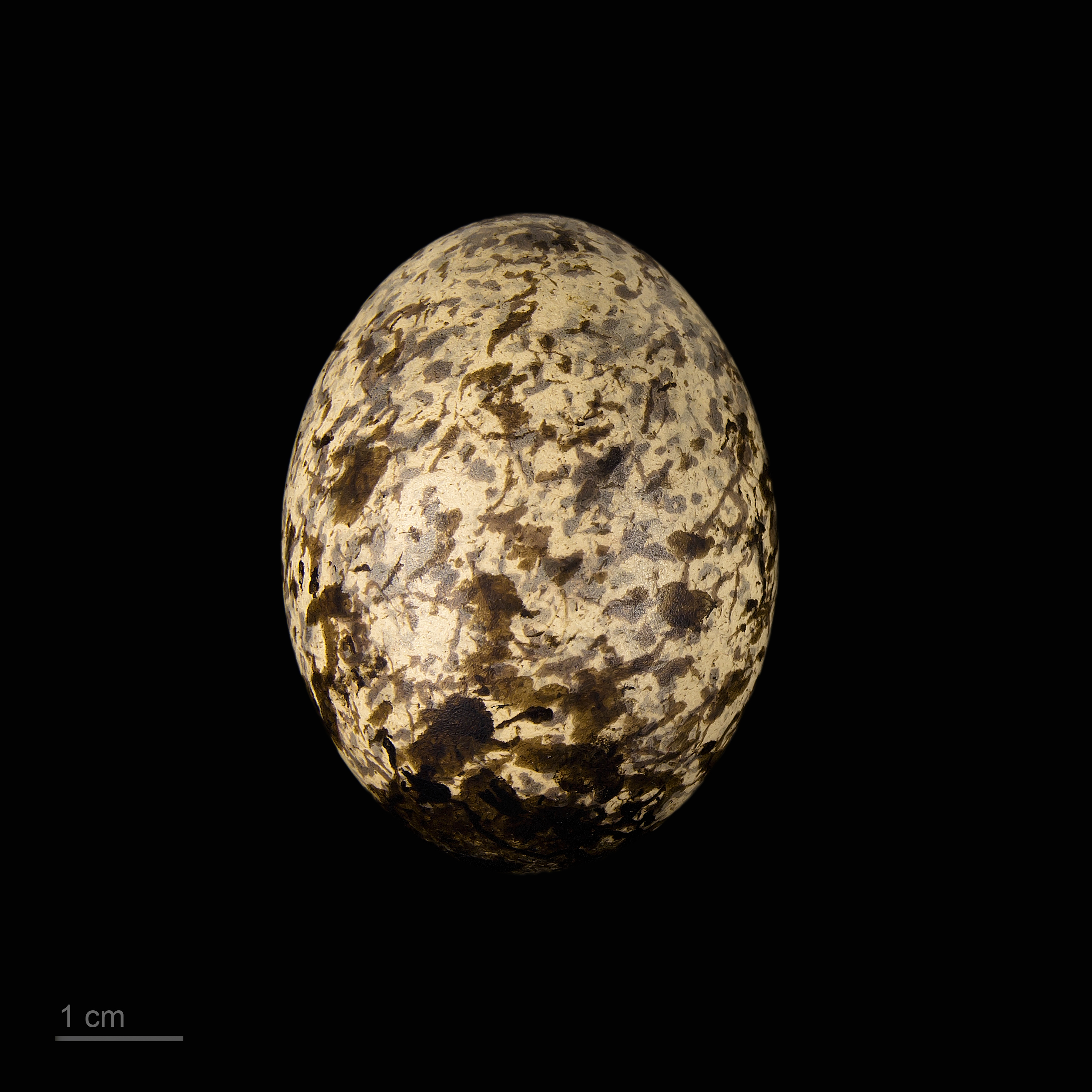
Gygis alba

A tündércsér (Gygis alba) a madarak osztályának a lilealakúak (Charadriiformes) rendjébe és a csérfélék (Sterniidae) családjába tartozó faj.

## Előfordulása
A Csendes-, az Atlanti- és az Indiai-óceán trópusi területein honos.

## Alfajai
- Gygis alba alba
- Gygis alba candida
- Gygis alba leucopes

## Megjelenése
Testhossza 32 centiméter. Tollazata teljesen hófehér. Hosszú keskeny szárnyai és erős villás farka segítik a kecses, mégis erőteljes repülésében. Nagy szemei teszik lehetővé, hogy sötétedés után vadásszon.

## Életmódja
A tápláléka halakból és tintahalakból áll, melyeket az esti órákban a tenger felszínéről szerez meg.

## Szaporodása
Fészket nem épít, egyetlen tojását fák üregeibe, vagy sziklapárkányra rakja.
|  |  |